# TSPi
TSPi är en bantad version av Team Software Process (TSP), avsedd för att introducera användare till riktiga TSP. TSP har upp till 20 roller, och är till för projekt som löper under flera år. TSPi däremot har bara fem roller, och löper under en skoltermin.
De roller som finns i TSPi är: 
- Team Leader (TL) - Leder gruppen
- Development manager (DM) - Ansvarar för utvecklingen
- Planning manager (PM) - Ansvarar för planeringen
- Quality/Process manager (QM) - Ansvarar för att PSP och processen följs
- Support manager (SM) - Ansvarar för det praktiska i projektet

## Böcker
- Watts S Humphrey, Introduction to the Team Software Process